# Callulops
Callulops là một chi động vật lưỡng cư trong họ Nhái bầu, thuộc bộ Anura. Chi này có 17 loài và 6% bị đe dọa hoặc tuyệt chủng.